# ラジオマガジン プレイランド・シガ
ラジオマガジン　プレイランド・シガ はe-radioのラジオ番組（金曜15：00～19:55）。「プレイランド・シガ」・「プレイランド」とも呼ばれる。1998年頃から2008年9月26日まで放送されていた。
e-radioのホームページ内からサテライトスタジオで収録している番組映像をネット上で見ることができた。ただし、音声はラジオからでないと聴けない。

## パーソナリティ
- Kay稲毛
- 井上麻子
- 小野千穂（レポーターとして）

## 主なコーナー
- 15:30～16:00頃

（第1週）80★PAN!のパンチDEハレンチ　（80★PAN!）
（第2週）Santos Annaの、VIVA! Campus Life!　（サントス アンナ）
（第3週）実はる那の「月刊、実話（じつばな）」（実はる那）
（第4週）聴きた～い、教えて輝子（安藤輝子）
- 16:00～16:10頃

HEY LAKERS!
- 17:00頃

（第1,2週）T.M.C.
（第3,4週）あいことばはAiko　de　Happy（地域密着情報Aiko！）
- 18:00～18:05

ミニモ GO ROUND！
- 18:34頃

滋賀プラスワン インフォメーション（radio drive plusにも同コーナーが存在する）
- 18:45～18:55

PARCO Party Peace 　「もしものひとこと」
大喜利コーナー。番組内で何度かお題が読まれ、18:40頃までにボケを投稿し、優秀賞を決める。最優秀賞には映画チケットがプレゼントされるが面白い答えがない場合は「キャリーオーバー」となる。（大津PARCO提供　radio driveにも同名のコーナーが存在する。しかし、内容は異なる。）
- 19:00頃

井上麻子のロケンロー人生　アゲイン！（隔週）
Kay稲毛のWeek and Go Go！　再び（隔週）